# Роберт Вільям Девіс
Роберт Вільям Боб Девіс, відомий як Р. У. Девіс (23 квітня 1925 — 13 квітня 2021) — британський історик, почесний професор з економічних питань радяністики.

## Життєпис
Народився в Лондоні. Служив у королівських ВВС з 1943 по 1946 рік.
Його науковий внесок в історію Радянського Союзу визнаний колегами.

## Книги
- Радянська історія в еру Єльцина, 1997
- Радянська історія в революції Горбачова, 1989, ISBN в 0-253-31604-9
- Радянський економічний розвиток від Леніна до Хрущова, 1998, ISBN в 0-521-62260-3
- Криза і прогрес у народному господарстві СРСР (1931—1933), 1996
- (укл. і ред. Р. У. Девіс) Сталін-Каганович листування, 1931—1936, Yale University Press, 2003, ISBN в 0-300-09367-5
- (Марк Харрісон, С. Віткрофт) Економічні перетворення в СРСР 1913—1945, Видавництво Кембриджського університету, 1994, ISBN в 0-521-45152-3
- (Під ред. С. Ґ. Віткрофт, Роберт Вільям Девіс) матеріали на баланс Радянського народного господарства, 1928—1930
- (Денис Б. Шо) СРСР, Анвін Хайман, 1989, ISBN в 0-04-445205-5
- Радянський колгосп 1929—1930 (Кембридж, Массачусетс: Harvard University Press, 1980)
- Роки голоду: Радянське сільське господарство, 1931—1933 В. Р. Девіс і С. Віткрофт, 2004
- Радянська економіка в сум'ятті, 1929—1930 (Кембридж, Массачусетс: Harvard University Press, 1989)
- Роки прогресу: Економіка СРСР, 1934—1936, (Пэлгрейв/Макміллан, 2014)